# Sylvio Ney

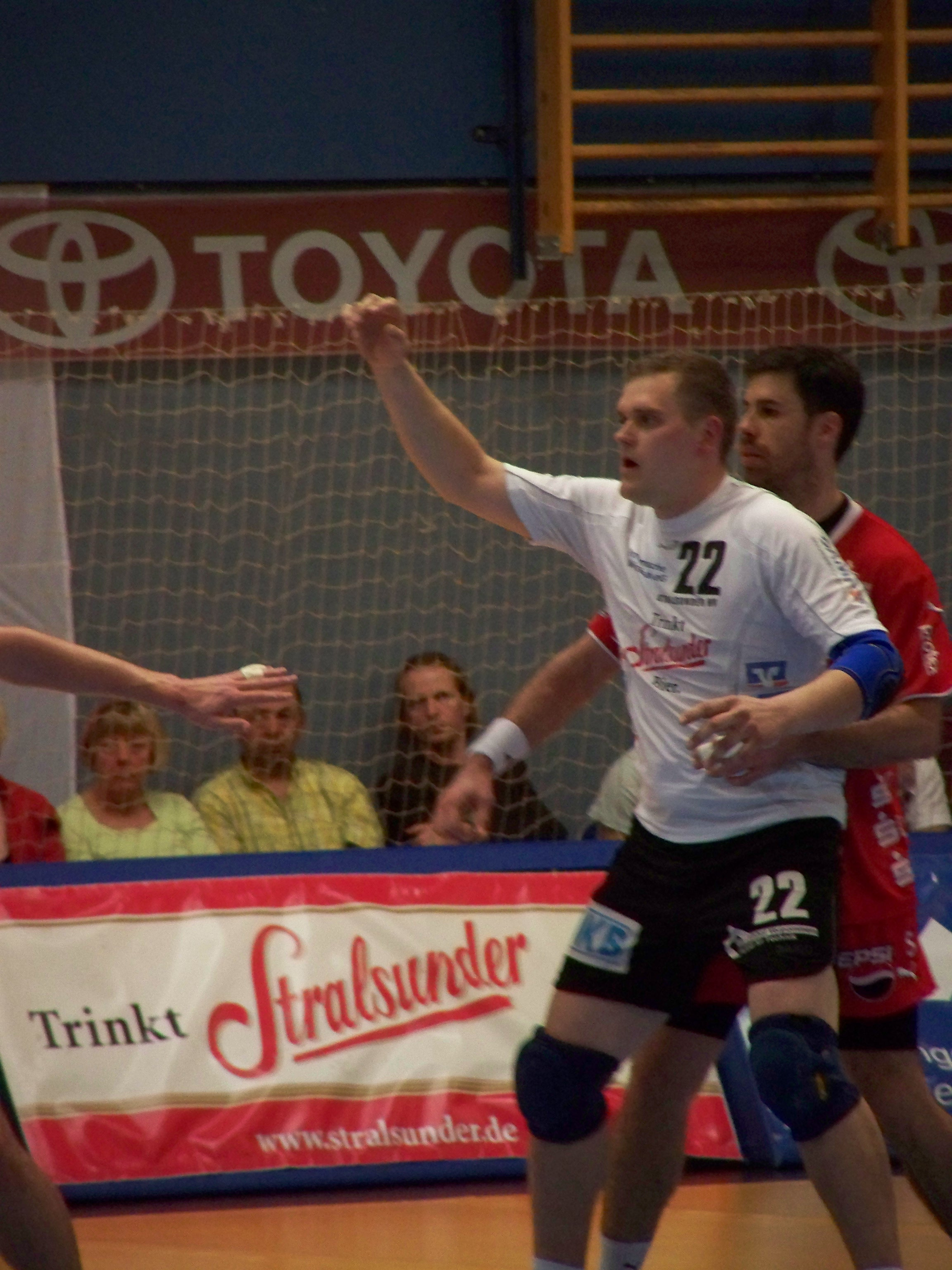
Sylvio Ney (2009)

Sylvio Ney (* 31. Oktober 1977) ist ein deutscher Handballspieler. Er wird auf der Position Kreis Mitte eingesetzt.
Der 2,00 Meter große Ney spielt seit seiner Kindheit in Stralsund Handball, zunächst auf der Position Rückraum, und gehörte als Jugendlicher zu den Jahrgangsbesten in Mecklenburg-Vorpommern.
Seit dem Jahr 2004 spielte er in der zweiten Mannschaft des Stralsunder HV in der Oberliga und debütierte am 26. Februar 2009 in einem Heimspiel des Stralsunder HV in der 1. Handball-Bundesliga. Er unterschrieb einen für die Saison 2009/2010 in der 2. Bundesliga geltenden Vertrag beim SHV.
Er wechselte zur Saison 2009/2010 zum HSV Peenetal Loitz. In der laufenden Spielzeit 2013/2014 in der Oberliga Ostsee-Spree wechselte Sylvio Ney im März 2014 wieder zum Stralsunder HV.
Sein Bruder, Enrico Ney, spielte als Handballtorwart ebenfalls für den Stralsunder HV.

## Belege
1. ↑  „Stralsunder Verletzungspech verhalf Sylvio Ney zu spätem Glück“, Ostsee-Zeitung, 27. Februar 2009, auf stralsunder-hv.de
2. ↑  „Trostlose Vorstellung beim letzten Heimauftritt“, Ostsee-Zeitung, 2. Juni 2009, auf stralsunder-hv.de
3. ↑  Pressemitteilung des Stralsunder HV, www.stralsunder-hv.de, 13. März 2014

| Personendaten    | Personendaten             |
| ---------------- | ------------------------- |
| NAME             | Ney, Sylvio               |
| KURZBESCHREIBUNG | deutscher Handballspieler |
| GEBURTSDATUM     | 31. Oktober 1977          |